# Kajánovci

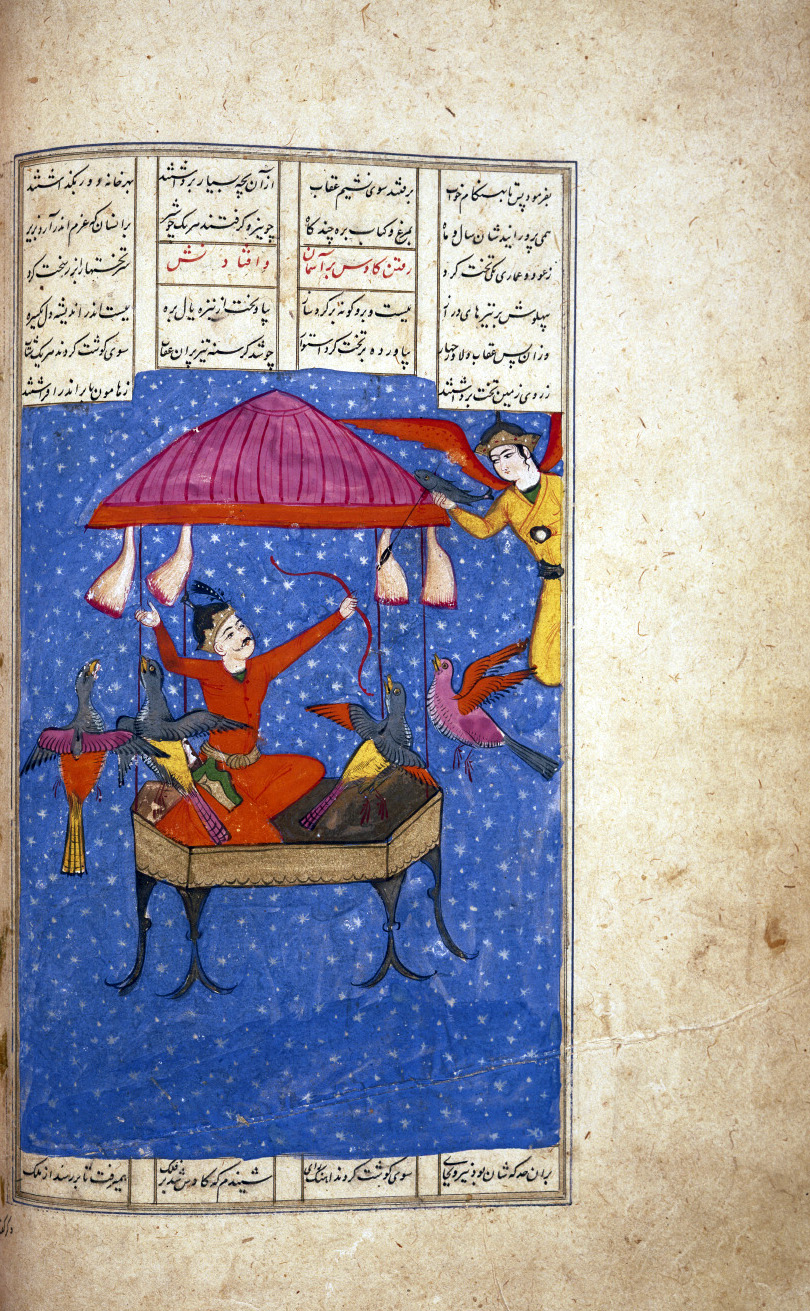
Kaj Us na svém létajícím trůnu, ilustrace k Šáhnáme

Kajánovci jsou mytická íránská dynastie, která měla vládnout před Achaimenovci. Všichni vládci z tohoto rodu nesli středoperský titul kaj, odpovídající avestánskému kavi. Jsou zmiňováni již v Avestě, přičemž v seznamu fravašiů v jaštu 13 je uvedeno celkem osm kaviů:
- Kaváta, středopersky Kobád
- Aipivohu, středopersky Apivéh
- Usadan, středopersky Us
- Aršan
- Pisinah
- Bjaršan
- Sjávaršan, středopersky Sijávuš
- Haosravah, středopersky Chusrav

Tato jména se opakují v druhé část Zamjád jaštu, nazýváné Kaján jasn,, která je hymnem na kajánovské kavie-vládce v širším slova smyslu, včetně Zarathuštry a saošjantů. V tomto textu přechází chvarena „svatá sláva“ postupně na uvedená osoby s titulem kavi poté co unikla padouchovi Franrasjanovi, ale až na drobné výjimky o těchto mužích neuvádí žádné bližší údaje.
V sasánovských a arabských pramenech se objevují anekdotické příběhy o prvních dvou kajích, Šáhnáme jen krátce zmiňuje Kobáda a další informace podává až o Usovi, Sijávušovi a Chusravovi. O ostatních osobách se seznamu prameny prakticky mlčí a v Šáhnáme jsou i více zmiňovaní kajové ve stínu hrdinů jako je Rustam.
Kromě toho však titul kaj nesl také také Vištáspa, který jako první přijal Zarathuštrovo učení, jeho otec Luhrásp a děd Pasín, a také jeho následníci.

## Hypotézy
Koncept dynastie Kajánovců je problematizován jejich titulem kaj, respektive kavi. Ten se pravděpodobně původně vázal k zvláštní kněžské funkci a v Avestě nemáme doklady o tom že byl nějak souvisel se světskou mocí. To vedlo většinu badatelů, ač nikoliv všechny, k přesvědčení že dynastie Kajánovců vznikla ve středoperské literatuře skrze neporozumění starších tradic. Naopak iranista Arthur Christensen ve své knize Les Kayanides z roku 1932 vyložil Kajánovce jako historickou dynastii. Je také zajímavé že prvních sedm kaviů připomíná védských sedm mudrců – saptarší, a zdá se že mají určitou kosmogonickou úlohu. Kromě toho že Sjávaršan otcem Haosravaha, tedy osmého člena skupiny, nejsou nijak naznačovány jejich příbuzenské vztahy. Co se Vištáspy týče tak jeho otec zase není v Avestě označován za kaviho, a na rozdíl od pišdadovských králů se o kaviích nikdy nehovoří že by „vládli“.